# Жучковац
Жучковац је насеље у Србији у општини Сокобања у Зајечарском округу. Према попису из 2022. било је 325 становника (према попису из 1991. било је 668 становника).

## Демографија
У насељу Жучковац живи 443 пунолетна становника, а просечна старост становништва износи 47,7 година (47,1 код мушкараца и 48,3 код жена). У насељу има 137 домаћинстава, а просечан број чланова по домаћинству је 3,86.
Ово насеље је великим делом насељено Србима (према попису из 2002. године), а у последња три пописа, примећен је пад у броју становника.
|  |

| Демографија | Демографија | Демографија |
| Година      | Становника  | Становника  |
| ----------- | ----------- | ----------- |
| 1948.       | 883         |             |
| 1953.       | 891         |             |
| 1961.       | 857         |             |
| 1971.       | 828         |             |
| 1981.       | 702         |             |
| 1991.       | 668         | 628         |
| 2002.       | 529         | 574         |

| Етнички састав према попису из 2002.‍ | Етнички састав према попису из 2002.‍ | Етнички састав према попису из 2002.‍ | Етнички састав према попису из 2002.‍ | Етнички састав према попису из 2002.‍ |
| ------------------------------------ | ------------------------------------ | ------------------------------------ | ------------------------------------ | ------------------------------------ |
|                                      |                                      |                                      |                                      |                                      |
| Срби                                 | Срби                                 |                                      | 518                                  | 97,92%                               |
| Роми                                 | Роми                                 |                                      | 6                                    | 1,13%                                |
| Југословени                          | Југословени                          |                                      | 3                                    | 0,56%                                |
| Македонци                            | Македонци                            |                                      | 1                                    | 0,18%                                |
| непознато                            | непознато                            |                                      | 1                                    | 0,18%                                |

| Година пописа     | 1948. | 1953. | 1961. | 1971. | 1981. | 1991. | 2002. |
| ----------------- | ----- | ----- | ----- | ----- | ----- | ----- | ----- |
| Број домаћинстава | 155   | 166   | 170   | 164   | 152   | 146   | 137   |

| Број чланова      | 1  | 2  | 3  | 4  | 5  | 6  | 7  | 8 | 9 | 10 и више | Просек |
| ----------------- | -- | -- | -- | -- | -- | -- | -- | - | - | --------- | ------ |
| Број домаћинстава | 20 | 33 | 17 | 15 | 12 | 19 | 13 | 5 | 3 | 0         | 3,86   |

| Пол    | Укупно | Неожењен/Неудата | Ожењен/Удата | Удовац/Удовица | Разведен/Разведена | Непознато |
| ------ | ------ | ---------------- | ------------ | -------------- | ------------------ | --------- |
| Мушки  | 225    | 44               | 148          | 26             | 7                  | 0         |
| Женски | 227    | 33               | 145          | 44             | 4                  | 1         |
| УКУПНО | 452    | 77               | 293          | 70             | 11                 | 1         |

| Пол    | Укупно                    | Пољопривреда, лов и шумарство | Рибарство                            | Вађење руде и камена | Прерађивачка индустрија       |
| ------ | ------------------------- | ----------------------------- | ------------------------------------ | -------------------- | ----------------------------- |
| Мушки  | 144                       | 95                            | 0                                    | 0                    | 3                             |
| Женски | 86                        | 61                            | 0                                    | 0                    | 1                             |
| УКУПНО | 230                       | 156                           | 0                                    | 0                    | 4                             |
| Пол    | Производња и снабдевање   | Грађевинарство                | Трговина                             | Хотели и ресторани   | Саобраћај, складиштење и везе |
| Мушки  | 4                         | 4                             | 22                                   | 2                    | 7                             |
| Женски | 2                         | 1                             | 12                                   | 0                    | 0                             |
| УКУПНО | 6                         | 5                             | 34                                   | 2                    | 7                             |
| Пол    | Финансијско посредовање   | Некретнине                    | Државна управа и одбрана             | Образовање           | Здравствени и социјални рад   |
| Мушки  | 0                         | 0                             | 5                                    | 1                    | 1                             |
| Женски | 0                         | 0                             | 1                                    | 2                    | 4                             |
| УКУПНО | 0                         | 0                             | 6                                    | 3                    | 5                             |
| Пол    | Остале услужне активности | Приватна домаћинства          | Екстериторијалне организације и тела | Непознато            | Непознато                     |
| Мушки  | 0                         | 0                             | 0                                    | 0                    | 0                             |
| Женски | 2                         | 0                             | 0                                    | 0                    | 0                             |
| УКУПНО | 2                         | 0                             | 0                                    | 0                    | 0                             |

## Спорт
Основу развоја спорта у Жучковцу чини фудбалски клуб „Слога“. ФК „Слога“ је основан 1962. године на иницијативу фудбалских заљубљеника из Жучковца. Клуб је неколико пута био победник Општинске фудбалске лиге Сокобања и освајач Купа ОФС Сокобања. Највећи успех ФК „Слога“ је остварио пласманом на 5. место у Окружној лиги Зајечар у сезони 2001/02.